# Мале Довге
Мале До́вге (рос. Малое Долгое) — присілок у складі Юр'янського району Кіровської області, Росія. Входить до складу Підгорцівського сільського поселення.
Населення становить 3 особи (2010, 7 у 2002).
Національний склад станом на 2002 рік — татари 86 %.